# Копетон блідий
Копето́н блідий (Myiarchus tyrannulus) — вид горобцеподібних птахів родини тиранових (Tyrannidae). Мешкає в США, Мексиці, Центральній і Південній Америці. Виділяють низку підвидів.

## Опис
Довжина птаха становить 19-20,3 см, вага 30-34 г. Виду не притаманний статевий диморфізм. Верхня частина тіла оливково-коричнева, голова з коротким чубом дещо темніша. Груди сірі, живіт жовтуватий. Крила рудувато-коричневі з темними смужками.

## Підвиди
Виділяють сім підвидів:
- M. t. magister Ridgway, 1884 — південний захід США, західна Мексика;
- M. t. cooperi Baird, SF, 1858 — південь США, східна Мексика, Беліз, Гватемала, Гондурас;
- M. t. cozumelae Parkes, 1982 — острів Косумель (Мексика);
- M. t. insularum Bond, J, 1936 — острови біля узбережжя Гондурасу;
- M. t. brachyurus Ridgway, 1887 — тихоокеанське узбережжя від Сальвадору до Коста-Рики;
- M. t. tyrannulus (Müller, PLS, 1776) — Колумбія, Еквадор, Гаяна, Французька Гвіана, Суринам, бразильська Амазонія, Перу, південна Бразилія, Болівія, Парагвай, північна Аргентина;
- M. t. bahiae Berlepsch & Leverkühn, 1890 — північно-східна Бразилія, північно-східна Аргентина, північний Уругвай.

## Поширення і екологія
Бліді копетони гніздиться від південної Каліфорнії, Невади, центральної Аризони і південного Техасу до північної Аргентини і Болівії, а також на Тринідаді і Тобаго. Популяції США і північної Мексики зимою мігрують на південь. Живуть у відкритих лісах і рідколіссях на висоті до 900 м над рівнем моря.

## Поведінка
Бліді копетони харчуються здебільшого комахами, яких шукає в лісовому підліску. Також птахи доповнюють свій раціон дрібними плодами і ягодами, зокрема плодами Bursera simaruba. Гніздяться в дуплах дерев, в кладці 2-3 яйця кремового кольору, поцятковані пурпуровими плямками.